# Pascal Lota (armatore)
Pascal Lota (Bastia, 1933 – Bastia, 19 gennaio 2016) è stato un armatore francese.
Fondatore della compagnia di navigazione italo-francese Corsica Ferries - Sardinia Ferries, ne è stato presidente dal 1968 al 2016.

## Biografia
Nato a Bastia e diplomatosi all'Istituto di studi politici di Parigi, Pascal Lota fu il primo armatore corso della seconda metà del XX secolo. Dopo aver raggiunto il successo con la Entreprise Générale Maritime, società di stivaggio portuale di proprietà del suo patrigno, nel 1968 fondò "Corsica Line", una piccola compagnia di navigazione che si inseriva nei collegamenti navali fra l'Italia e la Corsica. Lota si pose in concorrenza prima con la compagnia di stato francese SNCM, che deteneva il monopolio delle rotte tra la Francia continentale e la Corsica, e successivamente con la controparte italiana Tirrenia di Navigazione, che godeva di sovvenzioni statali. La compagnia di Lota, che negli anni 1970 cambiò nome in "Corsica Ferries", riuscì ad affermarsi come uno dei principali vettori sulle linee del Mar Tirreno, cavalcando l'onda del crescente turismo verso la Corsica e la Sardegna e puntando su un servizio competitivo, strutturato attorno a traghetti moderni e scali portuali non convenzionali. Negli anni 1990, con l'apertura dell'Unione Europea alla concorrenza, la compagnia di Lota riuscì a sviluppare un servizio di successo anche sui collegamenti da e per le coste francesi.
Da sempre legato alla sua terra di origine, la Corsica, nei primi anni 1990 Lota contribuì economicamente alla nascita della rivista A Viva Voce, curata da una redazione corsa ma redatta in lingua italiana, che aveva lo scopo di avvicinare l'Italia alla storia e alla cultura dell'isola. Lota morì il 19 gennaio 2016 nella sua casa di Bastia all'età di 83 anni, a seguito del peggioramento di una malattia di cui soffriva da tempo, lasciando la carica di presidenza della compagnia da lui fondata al suo storico braccio destro, Pierre Mattei. In un'intervista rilasciata nel 2024, l'armatore Vincenzo Onorato, fondatore dell'italiana Moby Lines, ha rivelato di essersi ispirato a Lota per il percorso di crescita della sua compagnia di navigazione.

## Cariche
- Presidente di Corsica Ferries - Sardinia Ferries[2] (1967-2016)